# Carcelia velox
Carcelia velox là một loài ruồi trong họ Tachinidae.